# Phoebe Tonkin
Phoebe Jane Elizabeth Tonkin (Sydney, 12 de julho de 1989) é uma atriz e modelo australiana. Mais conhecida por seus papéis em H2O: Just Add Water, The Secret Circle, The Vampire Diaries e The Originals.

## Biografia
Phoebe nasceu na Austrália, como filha de Jannyfer Tonkin e de Nicholas Tonkin; e tem uma irmã caçula chamada Abby Tonkin (nascida em 1992).
Phoebe Tonkin é vegetariana. Em 1993, quando tinha 4 anos de idade, frequentou várias aulas de diferentes estilos de dança, como balé clássico, hip-hop, dança contemporânea e sapateado. Em 2001, com 12 anos, ela começou a participar de um curso de teatro para crianças e adolescentes, o ATYP no Wharf Theatre. Logo depois, Phoebe se formou no ensino médio através da escola de Queenwood School for Girls, localizada na cidade de Balmoral na Nova Gales do Sul.
Em janeiro de 2011, Phoebe mudou-se para a cidade de Los Angeles nos Estados Unidos, para seguir como atriz. Em parceria com sua amiga a atriz Teresa Palmer, ela abriu um site sobre saúde, viagens e dicas de vida, intitulado de "Your Zen Life" em 2012.

## Carreira de atriz
Phoebe começou a carreira artística profissional trabalhando como modelo e já foi capa de diversas revistas femininas australianas, obtendo ótimas críticas pelo seu estilo.
Em 2006, teve a sua primeira aparição na televisão que foi no programa infantil e adolescente "H2O: Just Add Water" da Austrália onde ela interpretava Cleo Sertori, uma das personagens principais, que se transforma em uma sereia. Como não era uma grande nadadora, Phoebe teve que trabalhar duro para melhorar suas habilidades na natação antes de começarem a gravar a série de televisão. O programa ganhou um prêmio no Logie Award e também um prêmio de Nickelodeon Australia Kids' Choice Award na categoria de "Melhor Série", assim como um prêmio no AFI Awards na categoria de "Melhor Efeitos Visuais". Em 20 de outubro de 2007, Phoebe apareceu no Nickelodeon UK Kids’ Choice Awards inglês e apresentou a categoria de "Melhor Banda" na premiação, junto com suas co-estrelas Claire Holt e Cariba Heine, as outras duas protagonistas de "H2O: Just Add Water".

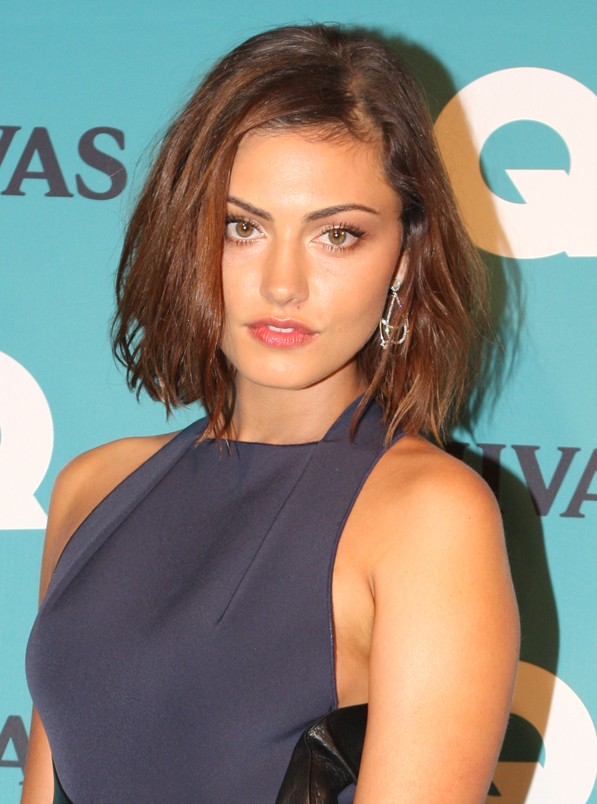
Tonkin em 2012.

Em 2010, apareceu na série de televisão australiana "Packed to the Rafters", fez o filme "Tomorrow, When the War Began" e ainda participou como convidada especial da premiada novela "Home and Away".
Em 15 de setembro de 2011, estreou como a intérprete da bruxa Faye Chamberlain na série de televisão de "The Secret Circle", exibida pela emissora The CW dos Estados Unidos. Seu desempenho foi elogiado pelos críticos e Phoebe entrou na lista do E! Online como um dos nomes para ficar de olho em 2012.
Em 2012, fez o filme "Bait 3D" e também fez uma participação no videoclipe oficial da música "Don't Let Go", do cantor Miles Fisher. Em 2012 e 2013, também trabalhou em alguns episódios da quarta temporada da famosa série de televisão de "The Vampire Diaries" (da The CW), no papel da lobisomem Hayley Marshall.
Depois entre 2013 até 2018, a Phoebe Tonkin novamente no papel de "Hayley Marshall" , virou destaque no elenco principal da série de televisão "The Originals" (também exibida pela The CW), que é uma sequência spin-off da trama de "The Vampire Diaries". Em "The Originals", a sua personagem inicialmente segue como uma lobisomem, porém após alguns eventos da trama, a Hayley acaba por se tornar uma híbrida de lobisomem-vampira; também foi nessa série que Phoebe voltou a contracenar junto com a atriz Claire Holt, com quem já havia trabalhado junto em "H2O: Just Add Water" entre 2006 até 2010.

## Relacionamentos
Em meados de 2013, começou a namorar com o seu colega de trabalho o ator Paul Wesley, eles se aproximaram durante as gravações de "The Vampire Diaries", no qual contracenaram juntos. Depois de mais de 4 anos juntos, Phoebe e Paul terminaram no início de 2017.

## Filmografia

### Televisão
| Ano       | Título                | Papel                              | Notas                                                          |
| 2006-2010 | H2O: Just Add Water   | Cleo Sertori                       | Elenco principal                                               |
| 2009-2010 | Packed to the Rafters | Lexie                              | Episódios 13 e 14 - Temporada 2 e o episódio 10 na temporada 3 |
| 2010      | Home and Away         | Adrian Hall                        | 07 episódios                                                   |
| 2011-2012 | The Secret Circle     | Faye Chamberlain                   | Elenco principal; 1ª temporada única                           |
| 2012-2013 | The Vampire Diaries   | Hayley Marshall                    | Episódios 3, 5, 6, 7, 8, 9, 16 e 20 - Temporada 04             |
| 2013-2018 | The Originals         | Hayley Mikaelson / Andrea Labonair | Elenco principal                                               |
| 2012      | The Late Late Show    | Ela mesma                          | Convidada (27/04/2012)                                         |
| 2015      | Stalker               | Nicole Clark                       | Episódio 14 - Temporada 1                                      |
| 2017      | Pillow Talk           | Sonja                              | Episódio 5 - Temporada 2                                       |
| 2018      | Safe Harbour          | Olivia                             | Elenco principal                                               |
| 2018      | The Affair            | Delphine                           | Episódio 5 - Temporada 5                                       |
| 2019-2020 | Bloom                 | Young Gwen                         | Elenco principal                                               |
| 2020      | Westworld             | Penny                              | Episódio 1 e 4 - Temporada 3                                   |

### Filmes
| Ano  | Título                       | Papel         | Notas                |
| ---- | ---------------------------- | ------------- | -------------------- |
| 2009 | H2O: Meninas-Sereias         | Cleo Sertori  | Telefilme            |
| 2010 | Tomorrow, When the War Began | Fiona Maxwell | Diretamente em vídeo |
| 2012 | Bait 3D                      | Jaimie        | Diretamente em vídeo |
| 2014 | The Ever After               | Mabel         |                      |
| 2016 | Billionaire Ransom           | Amy Tilton    | Cinema               |
| 2018 | Final Stop                   | The Girl      | Curta-metragem       |

## Prêmios e indicações
| Ano  | Prêmio                              | Categoria                                                           | Trabalho indicado   | Resultado |
| ---- | ----------------------------------- | ------------------------------------------------------------------- | ------------------- | --------- |
| 2008 | AFI Awards                          | Melhor atriz principal em um drama de TV                            | H2O: Just Add Water | Indicada  |
| 2017 | Hang Onto Your Shorts Film Festival | Melhor atriz em um curta-metragem (médio)                           | Cul-de-Sac          | Indicada  |
| 2017 | Northeast Film Festival, US         | Melhor atriz em um curta-metragem                                   | Cul-de-Sac          | Indicada  |
| 2019 | The Equity Award                    | Excelente performance de um conjunto em uma mini-série ou telefilme | Safe Harbour        | Indicada  |